# A Través de Flandes 2014
La 69.ª edición de A Través de Flandes tuvo lugar el 26 de marzo de 2014. Tuvo un recorrido de 200,2 km entre Roeselare y Waregem
La carrera formó parte del UCI Europe Tour 2013-2014, en categoría 1.HC.
La carrera fue ganada por el corredor neerlandés Niki Terpstra del equipo Omega Pharma-Quick Step, en segundo lugar Tyler Farrar (Garmin-Sharp) y en tercer lugar Borut Božič (Astana Pro Team).

## Equipos participantes
Fueron los siguientes 22 equipos los que participaron en la carrera:
| ProTeams (14)- AG2R La Mondiale - Astana - Belkin - BMC Racing Team - Cannondale - Garmin-Sharp - Lotto-Belisol - Movistar Team - Omega Pharma-Quick Step - Orica-GreenEDGE - Sky - Katusha - Trek Factory Racing - Tinkoff-Saxo Equipos continentales profesionales (8)- Androni Giocattoli-Venezuela - Cofidis, Solutions Crédits - IAM Cycling - MTN-Qhubeka - Wanty-Groupe Gobert - Topsport Vlaanderen-Baloise - NetApp-Endura - UnitedHealthcare |
| |

## Clasificación final
La clasificación final de la carrera fue:
| \| Clasificación general \| Clasificación general \| Clasificación general \| Clasificación general \| Clasificación general \| \| Ciclista \| Ciclista \| Equipo \| Tiempo \| \| \| --------------------- \| --------------------- \| --------------------------- \| --------------------- \| --------------------- \| \| 1.º \| Niki Terpstra \| Omega Pharma-Quick Step \| 4 h 31 min 43 s \| \| \| 2.º \| Tyler Farrar \| Garmin-Sharp \| + 17 s \| \| \| 3.º \| Borut Božič \| Astana \| + 17 s \| \| \| 4.º \| Jean-Pierre Drucker \| Wanty-Groupe Gobert \| + 17 s \| \| \| 5.º \| Sylvain Chavanel \| IAM Cycling \| + 17 s \| \| \| 6.º \| Jens Debusschere \| Lotto-Belisol \| + 17 s \| \| \| 7.º \| Tom Van Asbroeck \| Topsport Vlaanderen-Baloise \| + 17 s \| \| \| 8.º \| Oscar Gatto \| Cannondale \| + 17 s \| \| \| 9.º \| Jens Keukeleire \| Orica-GreenEDGE \| + 17 s \| \| \| 10.º \| Yauheni Hutarovich \| AG2R La Mondiale \| + 17 s \| \| |                     |                             |                 |
| |                     |                             |                 |
| |                     |                             |                 |
| Clasificación general |                     |                             |                 |
| Ciclista | Ciclista            | Equipo                      | Tiempo          |
| 1.º | Niki Terpstra       | Omega Pharma-Quick Step     | 4 h 31 min 43 s |
| 2.º | Tyler Farrar        | Garmin-Sharp                | + 17 s          |
| 3.º | Borut Božič         | Astana                      | + 17 s          |
| 4.º | Jean-Pierre Drucker | Wanty-Groupe Gobert         | + 17 s          |
| 5.º | Sylvain Chavanel    | IAM Cycling                 | + 17 s          |
| 6.º | Jens Debusschere    | Lotto-Belisol               | + 17 s          |
| 7.º | Tom Van Asbroeck    | Topsport Vlaanderen-Baloise | + 17 s          |
| 8.º | Oscar Gatto         | Cannondale                  | + 17 s          |
| 9.º | Jens Keukeleire     | Orica-GreenEDGE             | + 17 s          |
| 10.º | Yauheni Hutarovich  | AG2R La Mondiale            | + 17 s          |

## UCI Europe Tour
La carrera otorgó puntos para el UCI Europe Tour 2013-2014, solamente para corredores de equipos Profesional Continental y Continental. La siguiente tabla corresponde al baremo de puntuación:
| Posición   | 1.º | 2.º | 3.º | 4.º | 5.º | 6.º | 7.º | 8.º | 9.º | 10.º | 11.º | 12.º | 13.º | 14.º | 15.º |
| Puntuación | 100 | 70  | 40  | 30  | 25  | 20  | 15  | 10  | 9   | 8    | 7    | 6    | 5    | 4    | 3    |

| Ciclista           | Equipo                      | Puntos |
| ------------------ | --------------------------- | ------ |
| Niki Terpstra      | Omega Pharma-Quick Step     | 100    |
| Tyler Farrar       | Garmin-Sharp                | 70     |
| Borut Božič        | Astana                      | 40     |
| Jempy Drucker      | Wanty-Groupe Gobert         | 30     |
| Sylvain Chavanel   | IAM                         | 25     |
| Jens Debusschere   | Lotto Belisol               | 20     |
| Tom Van Asbroeck   | Topsport Vlaanderen-Baloise | 15     |
| Oscar Gatto        | Cannondale                  | 10     |
| Jens Keukeleire    | Orica-GreenEDGE             | 9      |
| Yauheni Hutarovich | Ag2r La Mondiale            | 8      |
| Maarten Wynants    | Belkin                      | 7      |
| Francisco Ventoso  | Movistar                    | 6      |
| Alexander Kristoff | Katusha                     | 5      |
| Tom Boonen         | Omega Pharma-Quick Step     | 4      |
| Ian Stannard       | Sky                         | 3      |